# リアーゼ
リアーゼ（lyase）または脱離酵素とはEC第4群に属する酵素で、脱離反応により二重結合を生成あるいは、逆反応の付加反応により二重結合部位に置換基を導入する反応を触媒する酵素である。英語に従ってライエースと表記される場合もある。日本語では除去付加酵素〈じょきょふかこうそ〉とも呼ばれる。

## 概要
リアーゼはその触媒する化学反応の種別により大きく6つに分類される。
1. カルボキシリアーゼ類 - カルボキシル基を付加あるいは脱離する。
  - デカルボキシラーゼ
  - カルボキシラーゼ
2. アルデヒドリアーゼ類 - アルドール縮合およびその逆反応
3. ケト酸リアーゼ類 - ケト酸を基質または生成物とする縮合あるいは脱離反応
4. ヒドロリアーゼ類
  - ヒドラターゼ
  - デヒドラターゼ
5. アンモニアリアーゼ・アミジンリアーゼ類
6. その他の合成酵素
  - アデニルシクラーゼ・グアニルシクラーゼ

## シンターゼ
リアーゼの別名の一つにシンターゼ〈synthase〉がある。
リアーゼの系統名は基質〈X〉と脱離する分子〈Y〉の名称にリアーゼの語尾をつけて、X:Yリアーゼと命名される。慣用名は語尾リアーゼの他に、生成物名称にシンターゼの語尾を付して命名される場合もある。特に、酵素の平衡が生成物側に偏っているときにシンターゼが用いられる。
日本語ではシンターゼに「合成酵素」という語が充てられているが、シンターゼ以外のシンセターゼ〈EC第6群〉も合成酵素と呼ばれる為、合成酵素という日本語語尾からシンターゼかシンセターゼかを判断できない。

## EC.4.-

### EC.4.1.-(炭素-炭素リアーゼ)

#### EC.4.1.1.-(カルボキシリアーゼ)
- EC.4.1.1.1 ピルビン酸デカルボキシラーゼ
- EC.4.1.1.2 シュウ酸デカルボキシラーゼ
- EC.4.1.1.3 オキサロ酢酸デカルボキシラーゼ
- EC.4.1.1.4 アセト酢酸デカルボキシラーゼ
- EC.4.1.1.5 アセト乳酸デカルボキシラーゼ
- EC.4.1.1.6 アコニット酸デカルボキシラーゼ
- EC.4.1.1.7 ベンゾイルギ酸デカルボキシラーゼ
- EC.4.1.1.8 オキサリルCoAデカルボキシラーゼ
- EC.4.1.1.9 マロニルCoAデカルボキシラーゼ
- EC.4.1.1.10 欠番 → EC.4.1.1.12へ統合
- EC.4.1.1.11 アスパラギン酸-1-デカルボキシラーゼ
- EC.4.1.1.12 アスパラギン酸-4-デカルボキシラーゼ
- EC.4.1.1.13 欠番 削除
- EC.4.1.1.14 バリンデカルボキシラーゼ
- EC.4.1.1.15 グルタミン酸デカルボキシラーゼ
- EC.4.1.1.16 ヒドロキシグルタミン酸デカルボキシラーゼ
- EC.4.1.1.17 オルニチンデカルボキシラーゼ
- EC.4.1.1.18 リシンデカルボキシラーゼ
- EC.4.1.1.19 アルギニンデカルボキシラーゼ
- EC.4.1.1.20 ジアミノピメリン酸デカルボキシラーゼ
- EC.4.1.1.21 ホスホリボシルアミノイミダゾールカルボキシラーゼ
- EC.4.1.1.22 ヒスチジンデカルボキシラーゼ
- EC.4.1.1.23 オロチジン-5'-リン酸デカルボキシラーゼ
- EC.4.1.1.24 アミノ安息香酸デカルボキシラーゼ
- EC.4.1.1.25 チロシンデカルボキシラーゼ
- EC.4.1.1.26 欠番 → EC.4.1.1.28へ統合
- EC.4.1.1.27 欠番 → EC.4.1.1.28へ統合
- EC.4.1.1.28 芳香族-L-アミノ酸デカルボキシラーゼ
- EC.4.1.1.29 スルフィノアラニンデカルボキシラーゼ
- EC.4.1.1.30 パントテノイルシステイテンデカルボキシラーゼ
- EC.4.1.1.31 ホスホエノールピルビン酸カルボキシラーゼ
- EC.4.1.1.32 ホスホエノールピルビン酸カルボキシキナーゼ (GTP)
- EC.4.1.1.33 ジホスホメバロン酸デカルボキシラーゼ
- EC.4.1.1.34 デヒドロ-L-グロン酸デカルボキシラーゼ
- EC.4.1.1.35 UDP-グルクロン酸デカルボキシラーゼ
- EC.4.1.1.36 ホスホパントテノイルシステインデカルボキシラーゼ
- EC.4.1.1.37 ウロポルフィリノーゲンデカルボキシラーゼ
- EC.4.1.1.38 ホスホエノールピルビン酸カルボキシキナーゼ (二リン酸)
- EC.4.1.1.39 リブロース-ビロリン酸カルボキシラーゼ
- EC.4.1.1.40 ヒドロキシピルビン酸デカルボキシラーゼ
- EC.4.1.1.41 メチルマロニル-CoAデカルボキシラーゼ
- EC.4.1.1.42 カルニチンデカルボキシラーゼ
- EC.4.1.1.43 フェニルピルビン酸デカルボキシラーゼ
- EC.4.1.1.44 4-カルボキシムコノラクトンデカルボキシラーゼ
- EC.4.1.1.45 アミノカルボキシムコン酸セミアルデヒドデカルボキシラーゼ
- EC.4.1.1.46 o-ピロカテク酸デカルボキシラーゼ
- EC.4.1.1.47 タルトロン酸-セミアルデヒドシンターゼ
- EC.4.1.1.48 インドール-3-グリセロールリン酸シンターゼ
- EC.4.1.1.49 ホスホエノールピルビン酸カルボキシキナーゼ (ATP)
- EC.4.1.1.50 アデノシルメチオニンデカルボキシラーゼ
- EC.4.1.1.51 3-ヒドロキシ-2-メチルビリジン-4,5-ジカルボン酸 4-デカルボキシラーゼ
- EC.4.1.1.52 6-メチルサリチル酸デカルボキシラーゼ
- EC.4.1.1.53 フェニルアラニンデカルボキシラーゼ
- EC.4.1.1.54 ジヒドロキシフマル酸デカルボキシラーゼ
- EC.4.1.1.55 4,5-ジヒドロキシフタル酸デカルボキシラーゼ
- EC.4.1.1.56 3-オキソラウリン酸デカルボキシラーゼ
- EC.4.1.1.57 メチオニンデカルボキシラーゼ
- EC.4.1.1.58 オルセリン酸デカルボキシラーゼ
- EC.4.1.1.59 没食子酸デカルボキシラーゼ
- EC.4.1.1.60 スチピタトン酸デカルボキシラーゼ
- EC.4.1.1.61 4-ヒドロキシ安息香酸デカルボキシラーゼ
- EC.4.1.1.62 ゲンチシン酸デカルボキシラーゼ
- EC.4.1.1.63 プロトカテク酸デカルボキシラーゼ
- EC.4.1.1.64 2,2-ジアルキルグリシンデカルボキシラーゼ (ピルビン酸)
- EC.4.1.1.65 ホスファチジルセリンデカルボキシラーゼ
- EC.4.1.1.66 ウラシル-5-カルボン酸デカルボキシラーゼ
- EC.4.1.1.67 UDP-ガラクツロン酸デカルボキシラーゼ
- EC.4.1.1.68 5-オキソペンタ-3-エン-1,2,5-トリカルボン酸デカルボキシラーゼ
- EC.4.1.1.69 3,4-ジヒドロキシフタル酸デカルボキシラーゼ
- EC.4.1.1.70 グルタコニルCoAデカルボキシラーゼ
- EC.4.1.1.71 2-オキソグルタル酸デカルボキシラーゼ
- EC.4.1.1.72 分枝鎖-2-オキソ酸デカルボキシラーゼ
- EC.4.1.1.73 酒石酸デカルボキシラーゼ
- EC.4.1.1.74 インドールピルビン酸デカルボキシラーゼ
- EC.4.1.1.75 5-グアニジノ-2-オキソペンタン酸デカルボキシラーゼ
- EC.4.1.1.76 アリールマロン酸デカルボキシラーゼ
- EC.4.1.1.77 2-オキソ-3-ヘキセン二酸デカルボキシラーゼ
- EC.4.1.1.78 アセチレンジカルボン酸デカルボキシラーゼ
- EC.4.1.1.79 スルホピルビン酸デカルボキシラーゼ
- EC.4.1.1.80 4-ヒドロキシフェニルピルビン酸デカルボキシラーゼ
- EC.4.1.1.81 トレオニン-リン酸デカルボキシラーゼ
- EC.4.1.1.82 ホスホノピルビン酸デカルボキシラーゼ
- EC.4.1.1.83 4-ヒドロキシフェニル酢酸デカルボキシラーゼ
- EC.4.1.1.84 D-ドーパクロムデカルボキシラーゼ
- EC.4.1.1.85 3-デヒドロ-L-グロン酸-6-リン酸デカルボキシラーゼ
- EC.4.1.1.86 ジアミノ酪酸デカルボキシラーゼ
- EC.4.1.1.87 マロニル-S-ACPデカルボキシラーゼ
- EC.4.1.1.88 ビオチン非依存性マロン酸デカルボキシラーゼ
- EC.4.1.1.89 ビオチン依存性マロン酸デカルボキシラーゼ
- EC.4.1.1.90 ペプチジル-グルタミン酸 4-カルボキシラーゼ
- EC.4.1.1.91 サリチル酸デカルボキシラーゼ
- EC.4.1.1.92 インドール-3-カルボン酸デカルボキシラーゼ
- EC.4.1.1.93 ピロール-2-カルボン酸デカルボキシラーゼ
- EC.4.1.1.94 エチルマロニルCoAデカルボキシラーゼ
- EC.4.1.1.95 L-グルタミル-(BtrI アシル輸送タンパク質)デカルボキシラーゼ
- EC.4.1.1.96 カルボキシノルスペルミジンデカルボキシラーゼ
- EC.4.1.1.97 2-オキソ-4-ヒドロキシ-4-カルボキシ-5-ウレイドイミダゾリンデカルボキシラーゼ
- EC.4.1.1.98 4-ヒドロキシ-3-ポリプレニル安息香酸デカルボキシラーゼ

#### EC.4.1.2.-(アルデヒドリアーゼ)
- EC.4.1.2.1 欠番 → EC.4.1.3.16へ統合
- EC.4.1.2.2 ケトテトロースリン酸アルドラーゼ
- EC.4.1.2.3 欠番 削除
- EC.4.1.2.4 デオキシリボースリン酸アルドラーゼ
- EC.4.1.2.5 トレオニンアルドラーゼ
- EC.4.1.2.6 欠番 削除
- EC.4.1.2.7 欠番 → EC.4.1.2.13へ統合
- EC.4.1.2.8 インドール-3-グリセロール-リン酸リアーゼ
- EC.4.1.2.9 ホスホケトラーゼ
- EC.4.1.2.10 (R)-マンデロニトリルリアーゼ
- EC.4.1.2.11 ヒドロキシマンデロニトリルリアーゼ
- EC.4.1.2.12 2-デヒドロパントイン酸アルドラーゼ
- EC.4.1.2.13 フルクトース-ビスリン酸アルドラーゼ
- EC.4.1.2.14 2-デヒドロ-3-デオキシ-ホスホグルコン酸アルドラーゼ
- EC.4.1.2.15 欠番 → EC.2.5.1.54
- EC.4.1.2.16 欠番 → EC.2.5.1.55
- EC.4.1.2.17 L-フクロース-リン酸アルドラーゼ
- EC.4.1.2.18 2-デヒドロ-3-デオキシ-L-吉草酸アルドラーゼ
- EC.4.1.2.19 ラムヌロース-1-リン酸アルドラーゼ
- EC.4.1.2.20 2-デヒドロ-3-デオキシグルカル酸アルドラーゼ
- EC.4.1.2.21 2-デヒドロ-3-デオキシ-6-ホスホガラクトン酸アルドラーゼ
- EC.4.1.2.22 フルクトース-6-リン酸ホスホケトラーゼ
- EC.4.1.2.23 3-デオキシ-D-マンノ-オクツロソン酸アルドラーゼ
- EC.4.1.2.24 ジメチルアニリン-N-オキシドアルドラーゼ
- EC.4.1.2.25 ジヒドロネオプテリンアルドラーゼ
- EC.4.1.2.26 フェニルセリンアルドラーゼ
- EC.4.1.2.27 スフィンガニン-1-リン酸アルドラーゼ
- EC.4.1.2.28 2-デヒドロ-3-デオキシ-D-吉草酸アルドラーゼ
- EC.4.1.2.29 5-デヒドロ-2-デオキシホスホグルコン酸アルドラーゼ
- EC.4.1.2.30 17α-ヒドロキシプロゲステロンアルドラーゼ
- EC.4.1.2.31 欠番 → EC.4.1.3.16へ統合
- EC.4.1.2.32 トリメチルアミンオキシドアルドラーゼ
- EC.4.1.2.33 フコステロール-エポキシドリアーゼ
- EC.4.1.2.34 4-(2-カルボキシフェニル)-2-オキソブタ-3-エン酸アルドラーゼ
- EC.4.1.2.35 プロピオンシンターゼ
- EC.4.1.2.36 乳酸アルドラーゼ
- EC.4.1.2.37 欠番 削除
- EC.4.1.2.38 ベンゾインアルドラーゼ
- EC.4.1.2.39 欠番 削除
- EC.4.1.2.40 タガトース-ビスリン酸アルドラーゼ
- EC.4.1.2.41 バニリンシンターゼ
- EC.4.1.2.42 D-トレオニンアルドラーゼ
- EC.4.1.2.43 3-ヘキスロース-6-リン酸シンターゼ
- EC.4.1.2.44 ベンゾイルCoAデヒドロジオールリアーゼ
- EC.4.1.2.45 trans-o-ヒドロキシベンジリデンピルビン酸ヒドラターゼ-アルドラーゼ
- EC.4.1.2.46 脂肪族(R)-ヒドロキシニトリルリアーゼ
- EC.4.1.2.47 (S)-ヒドロキシニトリルリアーゼ
- EC.4.1.2.48 低特異的L-トレオニンアルドラーゼ
- EC.4.1.2.49 L-アロトレオニンアルドラーゼ
- EC.4.1.2.50 6-カルボキシテトラヒドロプテリンシンターゼ
- EC.4.1.2.51 2-デヒドロ-3-デオキシ-D-グルコン酸アルドラーゼ

#### EC.4.1.3.-(オキソ酸リアーゼ)
- EC.4.1.3.1 イソクエン酸リアーゼ
- EC.4.1.3.2 欠番 → EC.2.3.3.9
- EC.4.1.3.3 N-アセチルノイラミン酸リアーゼ
- EC.4.1.3.4 ヒドロキシメチルグルタリルCoAリアーゼ
- EC.4.1.3.5 欠番 → EC.2.3.3.10
- EC.4.1.3.6 クエン酸(pro-3S)-リアーゼ
- EC.4.1.3.7 欠番 → EC.2.3.3.1
- EC.4.1.3.8 欠番 → EC.2.3.3.8
- EC.4.1.3.9 欠番 → EC.2.3.3.11
- EC.4.1.3.10 欠番 → EC.2.3.3.7
- EC.4.1.3.11 欠番 → EC.2.3.3.12
- EC.4.1.3.12 欠番 → EC.2.3.3.13
- EC.4.1.3.13 オキサロリンゴ酸リアーゼ
- EC.4.1.3.14 L-エリトロ-3-ヒドロキシアスバラギン酸アルドラーゼ
- EC.4.1.3.15 欠番 → EC.2.2.1.5
- EC.4.1.3.16 4-ヒドロキシ-2-オキソグルタル酸アルドラーゼ
- EC.4.1.3.17 4-ヒドロキシ-4-メチル-2-オキソグルタル酸アルドラーゼ
- EC.4.1.3.18 欠番 → EC.2.2.1.6
- EC.4.1.3.19 欠番 → EC.2.5.1.56
- EC.4.1.3.20 欠番 → EC.2.5.1.57
- EC.4.1.3.21 欠番 → EC.2.3.3.14
- EC.4.1.3.22 シトラマル酸リアーゼ
- EC.4.1.3.23 欠番 → EC.2.3.3.2
- EC.4.1.3.24 マリルCoAリアーゼ
- EC.4.1.3.25 シトラマリルCoAリアーゼ
- EC.4.1.3.26 3-ヒドロキシ-3-イソヘキセニルグルタリルCoAリアーゼ
- EC.4.1.3.27 アントラニル酸シンターゼ
- EC.4.1.3.28 欠番 → EC.2.3.3.3
- EC.4.1.3.29 欠番 → EC.2.3.3.4
- EC.4.1.3.30 メチルイソクエン酸リアーゼ
- EC.4.1.3.31 欠番 → EC.2.3.3.5
- EC.4.1.3.32 2,3-ジメチルリンゴ酸リアーゼ
- EC.4.1.3.33 欠番 → EC.2.3.3.6
- EC.4.1.3.34 シトリルCoAリアーゼ
- EC.4.1.3.35 (1-ヒドロキシシクロヘキサン-1-イル)アセチルCoAリアーゼ
- EC.4.1.3.36 1,4-ジヒドロキシ-2-ナフトイルCoAシンターゼ
- EC.4.1.3.37 欠番 → EC.2.2.1.7
- EC.4.1.3.38 アミノデオキシコリスミ酸リアーゼ
- EC.4.1.3.39 4-ヒドロキシ-2-オキソ吉草酸アルドラーゼ
- EC.4.1.3.40 コリスミ酸リアーゼ
- EC.4.1.3.41 3-ヒドロキシ-D-アスパラギン酸アルドラーゼ
- EC.4.1.3.42 (4S)-4-ヒドロキシ-2-オキソグルタル酸アルドラーゼ

#### EC.4.1.99.-(その他の炭素-炭素リアーゼ)
- EC.4.1.99.1 トリプトファナーゼ
- EC.4.1.99.2 チロシンフェノール-リアーゼ
- EC.4.1.99.3 デオキシリボジビリミジンフォトリアーゼ
- EC.4.1.99.4 欠番 → EC.3.5.99.7
- EC.4.1.99.5 オクタデカナールデカルボレーゼ
- EC.4.1.99.6 欠番 → EC.4.2.3.6
- EC.4.1.99.7 欠番 → EC.4.2.3.9
- EC.4.1.99.8 欠番 → EC.4.2.3.14
- EC.4.1.99.9 欠番 → EC.4.2.3.15
- EC.4.1.99.10 欠番 → EC.4.2.3.16
- EC.4.1.99.11 ベンジルコハク酸シンターゼ
- EC.4.1.99.12 3,4-ジヒドロキシ-2-ブタノン-4-リン酸シンターゼ
- EC.4.1.99.13 (6-4)DNAフォトリアーゼ
- EC.4.1.99.14 胞子光産物リアーゼ
- EC.4.1.99.15 欠番 削除
- EC.4.1.99.16 ゲオスミンシンターゼ
- EC.4.1.99.17 ホスホメチルピリミジンシンターゼ
- EC.4.1.99.18 環状ピラノプテリンリン酸シンターゼ
- EC.4.1.99.19 2-イミノ酢酸シンターゼ

### EC.4.2.-(炭素-酸素リアーゼ)

#### EC.4.2.1.-(デヒドラターゼ)
- EC.4.2.1.1 炭酸デヒドラターゼ
- EC.4.2.1.2 フマル酸ヒドラターゼ
- EC.4.2.1.3 アコニット酸ヒドラターゼ
- EC.4.2.1.4 クエン酸デヒドラターゼ
- EC.4.2.1.5 アラビノン酸デヒドラターゼ
- EC.4.2.1.6 ガラクトン酸デヒドラターゼ
- EC.4.2.1.7 アルトロン酸デヒドラターゼ
- EC.4.2.1.8 マンノン酸デヒドラターゼ
- EC.4.2.1.9 ジヒドロキシ-酸デヒドラターゼ
- EC.4.2.1.10 3-デヒドロキナ酸デヒドラターゼ
- EC.4.2.1.11 ホスホピルビン酸ヒドラターゼ
- EC.4.2.1.12 ホスホグルコン酸デヒドラターゼ
- EC.4.2.1.13 欠番 → EC.4.3.1.17
- EC.4.2.1.14 欠番 → EC.4.3.1.18
- EC.4.2.1.15 欠番 → EC.4.4.1.1
- EC.4.2.1.16 欠番 → EC.4.3.1.19
- EC.4.2.1.17 エノイルCoAヒドラターゼ
- EC.4.2.1.18 メチルグルタコニルCoAヒドラターゼ
- EC.4.2.1.19 イミダゾールグリセロール-リン酸デヒドラターゼ
- EC.4.2.1.20 トリプトファンシンターゼ
- EC.4.2.1.21 欠番 → EC.4.2.1.22
- EC.4.2.1.22 シスタチオニンβ-シンターゼ
- EC.4.2.1.23 欠番 削除
- EC.4.2.1.24 ポルフォビリノーゲンシンターゼ
- EC.4.2.1.25 L-アラビノン酸デヒドラターゼ
- EC.4.2.1.26 欠番 → EC.4.3.1.21
- EC.4.2.1.27 アセチレンカルボン酸ヒドラターゼ
- EC.4.2.1.28 プロパンジオールデヒドラターゼ
- EC.4.2.1.29 欠番 → EC.4.99.1.6
- EC.4.2.1.30 グリセロールデヒドラターゼ
- EC.4.2.1.31 リンゴ酸ヒドラターゼ
- EC.4.2.1.32 L(+)-酒石酸デヒドラターゼ
- EC.4.2.1.33 3-イソプロピルリンゴ酸デヒドラターゼ
- EC.4.2.1.34 (S)-2-メチルリンゴ酸デヒドラターゼ
- EC.4.2.1.35 (R)-2-メチルリンゴ酸デヒドラターゼ
- EC.4.2.1.36 ホモアコニット酸ヒドラターゼ
- EC.4.2.1.37 欠番 → EC.3.3.2.4
- EC.4.2.1.38 欠番 → EC.4.3.1.20
- EC.4.2.1.39 グルコン酸デヒドラターゼ
- EC.4.2.1.40 グルカル酸デヒドラターゼ
- EC.4.2.1.41 5-デヒドロ-4-デオキシグルカル酸デヒドラターゼ
- EC.4.2.1.42 ガラクタル酸デヒドラターゼ
- EC.4.2.1.43 2-デヒドロ-3-デオキシ-L-アラビノン酸デヒドラターゼ
- EC.4.2.1.44 myo-イノソース-2 デヒドラターゼ
- EC.4.2.1.45 CDP-グルコース 4,6-デヒドラターゼ
- EC.4.2.1.46 dTDP-グルコース 4,6-デヒドラターゼ
- EC.4.2.1.47 GDP-マンノース 4,6-デヒドラターゼ
- EC.4.2.1.48 D-グルタミン酸シクラーゼ
- EC.4.2.1.49 ウロカン酸ヒドラターゼ
- EC.4.2.1.50 ピラゾリルアラニンシンターゼ
- EC.4.2.1.51 プレフェン酸デヒドラターゼ
- EC.4.2.1.52 欠番 → EC.4.3.3.7
- EC.4.2.1.53 オレイン酸ヒドラターゼ
- EC.4.2.1.54 ラクトイルCoAデヒドラターゼ
- EC.4.2.1.55 3-ヒドロキシブチリルCoAデヒドラターゼ
- EC.4.2.1.56 イタコニルCoAヒドラターゼ
- EC.4.2.1.57 イソヘキセニルグルタコニルCoAヒドラターゼ
- EC.4.2.1.58 欠番 削除
- EC.4.2.1.59 3-ヒドロキシアシル-(アシル輸送タンパク質)デヒドラターゼ
- EC.4.2.1.60 欠番 削除
- EC.4.2.1.61 欠番 削除
- EC.4.2.1.62 5α-ヒドロキシステロイドデヒドラターゼ
- EC.4.2.1.63 欠番 → EC.3.3.2.3
- EC.4.2.1.64 欠番 → EC.3.3.2.3
- EC.4.2.1.65 3-シアノアラニンヒドラターゼ
- EC.4.2.1.66 シアニドヒドラターゼ
- EC.4.2.1.67 D-フコン酸デヒドラターゼ
- EC.4.2.1.68 L-フコン酸デヒドラターゼ
- EC.4.2.1.69 シアナミドヒドラターゼ
- EC.4.2.1.70 プソイドウリジル酸シンターゼ
- EC.4.2.1.71 統合 → EC.4.2.1.27
- EC.4.2.1.72 欠番 → EC.4.1.1.78
- EC.4.2.1.73 プロトアフィン-アグルコンデヒドラターゼ (環化)
- EC.4.2.1.74 長鎖エノイルCoAヒドラターゼ
- EC.4.2.1.75 ウロポルフィリノーゲン-IIIシンターゼ
- EC.4.2.1.76 UDP-グルコース 4,6-デヒドラターゼ
- EC.4.2.1.77 trans-L-3-ヒドロキシプロリンデヒドラターゼ
- EC.4.2.1.78 (S)-ノルコクラウリンシンターゼ
- EC.4.2.1.79 2-メチルクエン酸デヒドラターゼ
- EC.4.2.1.80 2-オキソベンタ-4-エン酸ヒドラターゼ
- EC.4.2.1.81 D(-)-酒石酸デヒドラターゼ
- EC.4.2.1.82 キシロン酸デヒドラターゼ
- EC.4.2.1.83 4-オキサロメサコン酸ヒドタラーゼ
- EC.4.2.1.84 ニトリルヒドラターゼ
- EC.4.2.1.85 ジメチルリンゴ酸ヒドラターゼ
- EC.4.2.1.86 欠番 → EC.4.2.1.98
- EC.4.2.1.87 オクトパミンデヒドラターゼ
- EC.4.2.1.88 シネフリンデヒドラターゼ
- EC.4.2.1.89 カルニチンデヒドラターゼ
- EC.4.2.1.90 L-ラムノン酸デヒドラターゼ
- EC.4.2.1.91 アロゲン酸デヒドラターゼ
- EC.4.2.1.92 ヒドロペルオキシドデヒドラターゼ
- EC.4.2.1.93 ATP-依存性NAD(P)H-水和物デヒドラターゼ
- EC.4.2.1.94 シタロンデヒドラターゼ
- EC.4.2.1.95 キエビトンヒドラターゼ
- EC.4.2.1.96 4a-ヒドロキシテトラヒドロビオプテリンデヒドラターゼ
- EC.4.2.1.97 ファセオリジンヒドラターゼ
- EC.4.2.1.98 16α-ヒドロキシプロゲステロンデヒドラターゼ
- EC.4.2.1.99 2-メチルイソクエン酸デヒドラターゼ
- EC.4.2.1.100 シクロヘキサ-1,5-ジエンカルボニルCoAヒドラターゼ
- EC.4.2.1.101 trans-フェルロイルCoAヒドラターゼ
- EC.4.2.1.102 欠番 → EC.4.2.1.100
- EC.4.2.1.103 シクロヘキシル-イソシアニドヒドラターゼ
- EC.4.2.1.104 シアナーゼ
- EC.4.2.1.105 2-ヒドロキシイソフラバノンデヒドラターゼ
- EC.4.2.1.106 胆汁酸 7α-デヒドラターゼ
- EC.4.2.1.107 3α,7α,12α-トリヒドロキシ-5β-コレスト-24-エノイルCoAデヒドラターゼ
- EC.4.2.1.108 エクトインシンターゼ
- EC.4.2.1.109 メチルチオリボース 1-リン酸デヒドラターゼ
- EC.4.2.1.110 アルドース-2-ウロースデヒドラターゼ
- EC.4.2.1.111 1,5-アンヒドロ-D-フルクトース デヒドラターゼ
- EC.4.2.1.112 アセチレンヒドラターゼ
- EC.4.2.1.113 o-スクシニル安息香酸シンターゼ
- EC.4.2.1.114 メタン生成細菌ホモアコニターゼ
- EC.4.2.1.115 UDP-N-アセチルグルコサミン 4,6-デヒドラターゼ (立体配置反転)
- EC.4.2.1.116 3-ヒドロキシプロピオニルCoAデヒドラターゼ
- EC.4.2.1.117 2-メチルクエン酸デヒドラターゼ (2-メチル-trans-アコニット酸生成)
- EC.4.2.1.118 3-デヒドロシキミ酸デヒドラターゼ
- EC.4.2.1.119 エノイルCoAヒドラターゼ2
- EC.4.2.1.120 4-ヒドロキシブタノイルCoAデヒドラターゼ
- EC.4.2.1.121 コルネール酸シンターゼ
- EC.4.2.1.122 トリプトファンシンターゼ
- EC.4.2.1.123 テトラヒマノールシンターゼ
- EC.4.2.1.124 アラビノールシンターゼ
- EC.4.2.1.125 ダンマレンジオールIIシンターゼ
- EC.4.2.1.126 N-アセチルムラミン酸 6-リン酸エテラーゼ
- EC.4.2.1.127 リナロールデヒドラターゼ
- EC.4.2.1.128 ルパン-3β,20-ジオールシンターゼ
- EC.4.2.1.129 スクアレン-ホパノールシクラーゼ
- EC.4.2.1.130 D-乳酸デヒドラターゼ
- EC.4.2.1.131 カロテノイド 1,2-ヒドラターゼ
- EC.4.2.1.132 2-ヒドロキシヘキサ-2,4-ジエン酸ヒドラターゼ
- EC.4.2.1.133 コパール-8-オール二リン酸ヒドラターゼ
- EC.4.2.1.134 極長鎖(3R)-3-ヒドロキシアシル-(アシル輸送タンパク質)-デヒドラターゼ
- EC.4.2.1.135 UDP-N-アセチルグルコサミン 4,6-デヒドラターゼ (立体配置保持)
- EC.4.2.1.136 ADP-依存性NAD(P)H-水和物デヒドラターゼ
- EC.4.2.1.137 スポルレノールシンターゼ
- EC.4.2.1.138 (+)-カリオラン-1-オールシンターゼ
- EC.4.2.1.139 メジカルピンシンターゼ
- EC.4.2.1.140 グルコン酸/ガラクトン酸デヒドラターゼ
- EC.4.2.1.141 2-デヒドロ-3-デオキシ-D-アラビノン酸デヒドラターゼ
- EC.4.2.1.142 5'-オキソアベランチンシクラーゼ
- EC.4.2.1.143 ベルシコロリンBシンターゼ
- EC.4.2.1.144 3-アミノ-5-ヒドロキシ安息香酸シンターゼ

#### EC.4.2.2.-(多糖に作用する)
- EC.4.2.2.1 ヒアルロン酸リアーゼ
- EC.4.2.2.2 ペクチン酸リアーゼ
- EC.4.2.2.3 ポリ(β-D-マンヌロン酸)リアーゼ
- EC.4.2.2.4 欠番 → EC.4.2.2.20あるいはEC.4.2.2.21
- EC.4.2.2.5 コンドロイチンACリアーゼ
- EC.4.2.2.6 オリゴガラクツロニドリアーゼ
- EC.4.2.2.7 ヘパリンリアーゼ
- EC.4.2.2.8 ヘパリン-硫酸リアーゼ
- EC.4.2.2.9 ペクチン酸ジサッカリドリアーゼ
- EC.4.2.2.10 ペクチンリアーゼ
- EC.4.2.2.11 ポリ(α-L-グルクロン酸)リアーゼ
- EC.4.2.2.12 キサンタンリアーゼ
- EC.4.2.2.13 エキソ-(1→4)-α-D-グルカンリアーゼ
- EC.4.2.2.14 グルクロナンリアーゼ
- EC.4.2.2.15 アンヒドロシアリダーゼ
- EC.4.2.2.16 レバンフルクトトランスフェラーゼ (DFA-IV-生成)
- EC.4.2.2.17 イヌリンフルクトトランスフェラーゼ (DFA-I-生成)
- EC.4.2.2.18 イヌリンフルクトトランスフェラーゼ (DFA-III-生成)
- EC.4.2.2.19 コンドロイチンBリアーゼ
- EC.4.2.2.20 コンドロイチン硫酸-ABCエンドリアーゼ
- EC.4.2.2.21 コンドロイチン硫酸ABCエキソリアーゼ
- EC.4.2.2.22 ペクチン酸トリサッカリド-リアーゼ
- EC.4.2.2.23 ラムノガラクツロナンエンドリアーゼ
- EC.4.2.2.24 ラムノガラクツロナンエキソリアーゼ
- EC.4.2.2.25 ゲランリアーゼ

#### EC.4.2.3.-(リン酸に作用)
- EC.4.2.3.1 トレオニンシンターゼ
- EC.4.2.3.2 エタノールアミン-リン酸ホスホ-リアーゼ
- EC.4.2.3.3 メチルグリオキサールシンターゼ
- EC.4.2.3.4 3-デヒドロキナ酸シンターゼ
- EC.4.2.3.5 コリスミ酸シンターゼ
- EC.4.2.3.6 トリコジエンシンターゼ
- EC.4.2.3.7 ペンタレネンシンターゼ
- EC.4.2.3.8 カスベンシンターゼ
- EC.4.2.3.9 アリストロチェンシンターゼ
- EC.4.2.3.10 (-)-endo-フェンコールシンターゼ
- EC.4.2.3.11 サビネン-水和物シンターゼ
- EC.4.2.3.12 6-ピルボイルテトラヒドロプテリンシンターゼ
- EC.4.2.3.13 (+)-δ-カジネンシンターゼ
- EC.4.2.3.14 欠番 削除
- EC.4.2.3.15 ミルセンシンターゼ
- EC.4.2.3.16 (4S)-リモネンシンターゼ
- EC.4.2.3.17 タキサジエンシンターゼ
- EC.4.2.3.18 アビエタ-7,13-ジエンシンターゼ
- EC.4.2.3.19 ent-カウレンシンターゼ
- EC.4.2.3.20 (R)-リモネンシンターゼ
- EC.4.2.3.21 ベチスピラジエンシンターゼ
- EC.4.2.3.22 ゲルマクラジエノールシンターゼ
- EC.4.2.3.23 ゲルマクレンAシンターゼ
- EC.4.2.3.24 アモルファ-4,11-ジエンシンターゼ
- EC.4.2.3.25 S-リナロールシンターゼ
- EC.4.2.3.26 R-リナロールシンターゼ
- EC.4.2.3.27 イソプレンシンターゼ
- EC.4.2.3.28 ent-カサ-12,15-ジエンシンターゼ
- EC.4.2.3.29 ent-サンダラコピマラジエンシンターゼ
- EC.4.2.3.30 ent-ピマラ-8(14),15-ジエンシンターゼ
- EC.4.2.3.31 ent-ピマラ-9(11),15-ジエンシンターゼ
- EC.4.2.3.32 レボピマラジエンシンターゼ
- EC.4.2.3.33 ステマラ-13-エンシンターゼ
- EC.4.2.3.34 ステモダ-13(17)-エンシンターゼ
- EC.4.2.3.35 syn-ピメラ-7,15-ジエンシンターゼ
- EC.4.2.3.36 テルペンテトリエンシンターゼ
- EC.4.2.3.37 エピイソジザエンシンターゼ
- EC.4.2.3.38 α-ビサボレンシンターゼ
- EC.4.2.3.39 エピセドロールシンターゼ
- EC.4.2.3.40 (Z)-γ-ビサボレンシンターゼ
- EC.4.2.3.41 エリサベタトリエンシンターゼ
- EC.4.2.3.42 アフィディコリン-16-β-オールシンターゼ
- EC.4.2.3.43 フシコッカ-2,10(14)-ジエンシンターゼ
- EC.4.2.3.44 イソピメラ-7,15-ジエンシンターゼ
- EC.4.2.3.45 フィロクラダン-16α-オールシンターゼ
- EC.4.2.3.46 α-ファルネセンシンターゼ
- EC.4.2.3.47 β-ファルネセンシンターゼ
- EC.4.2.3.48 (3S,6E)-ネロリドールシンターゼ
- EC.4.2.3.49 (3R,6E)-ネロリドールシンターゼ
- EC.4.2.3.50 (+)-α-サンタレンシンターゼ ((2Z,6Z)-ファルネシル二リン酸環化)
- EC.4.2.3.51 β-フェランドレンシンターゼ (ネリル二リン酸環化)
- EC.4.2.3.52 (4S)-β-フェランドレンシンターゼ (ゲラニル二リン酸環化)
- EC.4.2.3.53 (+)-endo-β-ベルガモテンシンターゼ ((2Z,6Z)-ファルネシル二リン酸環化)
- EC.4.2.3.54 (-)-endo-α-ベルガモテンシンターゼ ((2Z,6Z)-ファルネシル二リン酸環化)
- EC.4.2.3.55 (S)-β-ビサボレンシンターゼ
- EC.4.2.3.56 γ-フムレンシンターゼ
- EC.4.2.3.57 (-)-β-カリオフィレンシンターゼ
- EC.4.2.3.58 ロンギホレンシンターゼ
- EC.4.2.3.59 (E)-γ-ビサボレンシンターゼ
- EC.4.2.3.60 ゲルマクレンCシンターゼ
- EC.4.2.3.61 5-エピアリストロケンシンターゼ
- EC.4.2.3.62 (-)-γ-カジネンシンターゼ ((2Z,6E)-ファルネシル二リン酸環化)
- EC.4.2.3.63 (+)-クベネンシンターゼ
- EC.4.2.3.64 (+)-エピクベノールシンターゼ
- EC.4.2.3.65 ジンギベレンシンターゼ
- EC.4.2.3.66 β-セリネンシクラーゼ
- EC.4.2.3.67 cis-ムウロラジエンシンターゼ
- EC.4.2.3.68 β-ユーデスモールシンターゼ
- EC.4.2.3.69 (+)-α-ベルバテンシンターゼ
- EC.4.2.3.70 パチョウロールシンターゼ
- EC.4.2.3.71 (E,E)-ゲルマクレンBシンターゼ
- EC.4.2.3.72 α-グルジュネンシンターゼ
- EC.4.2.3.73 バレンセンシンターゼ
- EC.4.2.3.74 プレシルフィペルホラノールシンターゼ
- EC.4.2.3.75 (-)-ゲルマクレンDシンターゼ
- EC.4.2.3.76 (+)-δ-セリネンシンターゼ
- EC.4.2.3.77 (+)-ゲルマクレンDシンターゼ
- EC.4.2.3.78 β-カミグレンシンターゼ
- EC.4.2.3.79 ツジョプセンシンターゼ
- EC.4.2.3.80 α-ロンギピネンシンターゼ
- EC.4.2.3.81 exo-α-ベルガモテンシンターゼ
- EC.4.2.3.82 α-サンタレンシンターゼ
- EC.4.2.3.83 β-サンタレンシンターゼ
- EC.4.2.3.84 10-エピ-γ-ユーデスモール
- EC.4.2.3.85 α-ユーデスモールシンターゼ
- EC.4.2.3.86 7-エピ-α-セリネンシンターゼ
- EC.4.2.3.87 α-グアイエンシンターゼ
- EC.4.2.3.88 ビリジフロレンシンターゼ
- EC.4.2.3.89 (+)-β-カリオフィレンシンターゼ
- EC.4.2.3.90 5-エピ-α-セリネンシンターゼ
- EC.4.2.3.91 クベボールシンターゼ
- EC.4.2.3.92 (+)-γ-カジネンシンターゼ
- EC.4.2.3.93 δ-グアイエンシンターゼ
- EC.4.2.3.94 γ-クルクメンシンターゼ
- EC.4.2.3.95 (-)-α-クプレネンシンターゼ
- EC.4.2.3.96 アベルミチロールシンターゼ
- EC.4.2.3.97 (-)-δ-カジネンシンターゼ
- EC.4.2.3.98 (+)-T-ムウロロールシンターゼ
- EC.4.2.3.99 ラブダトリエンシンターゼ
- EC.4.2.3.100 ビシクロゲルマクレンシンターゼ
- EC.4.2.3.101 7-エピセスキツジェンシンターゼ
- EC.4.2.3.102 セスキツジェンシンターゼ
- EC.4.2.3.103 ent-イソカウレンシンターゼ
- EC.4.2.3.104 α-フムレンシンターゼ
- EC.4.2.3.105 トリシクレンシンターゼ
- EC.4.2.3.106 (E)-β-オシメンシンターゼ
- EC.4.2.3.107 (+)-カラ-3-エンシンターゼ
- EC.4.2.3.108 1,8-シネオールシンターゼ
- EC.4.2.3.109 (-)-サビネンシンターゼ
- EC.4.2.3.110 (+)-サビネンシンターゼ
- EC.4.2.3.111 (-)-α-テルピネオールシンターゼ
- EC.4.2.3.112 (+)-α-テルピネオールシンターゼ
- EC.4.2.3.113 テルピノレンシンターゼ
- EC.4.2.3.114 γ-テルピネンシンターゼ
- EC.4.2.3.115 α-テルピネンシンターゼ
- EC.4.2.3.116 (+)-カンフェンシンターゼ
- EC.4.2.3.117 (-)-カンフェンシンターゼ
- EC.4.2.3.118 2-メチルイソボルネオールシンターゼ
- EC.4.2.3.119 (-)-α-ピネンシンターゼ
- EC.4.2.3.120 (-)-β-ピネンシンターゼ
- EC.4.2.3.121 (+)-α-ピネンシンターゼ
- EC.4.2.3.122 (+)-β-ピネンシンターゼ
- EC.4.2.3.123 β-セスキフェランドレンシンターゼ
- EC.4.2.3.124 2-デオキシ-スシロ-イノソースシンターゼ
- EC.4.2.3.125 α-ムウロレンシンターゼ
- EC.4.2.3.126 γ-ムウロレンシンターゼ
- EC.4.2.3.127 β-コパエンシンターゼ
- EC.4.2.3.128 β-クベベンシンターゼ
- EC.4.2.3.129 (+)-サチベンシンターゼ
- EC.4.2.3.130 テトラプレニル-β-クルクメンシンターゼ
- EC.4.2.3.131 ミルチラジエンシンターゼ
- EC.4.2.3.132 ネオアビエタジエンシンターゼ
- EC.4.2.3.133 α-コパエンシンターゼ
- EC.4.2.3.134 5-ホスホノオキシ-L-リシン ホスホ-リアーゼ
- EC.4.2.3.135 Δ6-プロトイルデンシンターゼ
- EC.4.2.3.136 α-イソコメンシンターゼ
- EC.4.2.3.137 (E)-2-エピ-β-カリオフィレンシンターゼ
- EC.4.2.3.138 (+)-エピ-α-ビサボロールシンターゼ
- EC.4.2.3.139 バレレナ-4,7(11)-ジエンシンターゼ
- EC.4.2.3.140 cis-アビエノールシンターゼ
- EC.4.2.3.141 スクラレオールシンターゼ
- EC.4.2.3.142 7-エピジンギベレンシンターゼ ((2Z,6Z)-ファルネシル二リン酸環化)
- EC.4.2.3.143 クンゼアオールシンターゼ

#### EC.4.2.99.-(その他の炭素-酸素リアーゼ)
- EC.4.2.99.1 欠番 → EC.4.2.2.2
- EC.4.2.99.2 欠番 → EC.4.2.3.1
- EC.4.2.99.3 欠番 → EC.4.2.2.2
- EC.4.2.99.4 欠番 → EC.4.2.2.3
- EC.4.2.99.5 欠番 削除
- EC.4.2.99.6 欠番 → EC.4.2.2.4あるいはEC.4.2.2.5へ統合
- EC.4.2.99.7 欠番 → EC.4.2.3.2
- EC.4.2.99.8 欠番 → EC.2.5.1.47
- EC.4.2.99.9 欠番 → EC.2.5.1.48
- EC.4.2.99.10 欠番 → EC.2.5.1.49
- EC.4.2.99.11 欠番 → EC.4.2.3.3
- EC.4.2.99.12 カルボキシメチロキシコハク酸リアーゼ
- EC.4.2.99.13 欠番 → EC.2.5.1.50
- EC.4.2.99.14 欠番 → EC.2.5.1.51
- EC.4.2.99.15 欠番 → EC.2.5.1.52
- EC.4.2.99.16 欠番 → EC.2.5.1.53
- EC.4.2.99.17 欠番 → EC.4.2.99.14
- EC.4.2.99.18 DNA-(脱プリンまたは脱ピリミジン部位)リアーゼ
- EC.4.2.99.19 欠番 → EC.4.4.1.23
- EC.4.2.99.20 2-スクシニル-6-ヒドロキシ-2,4-シクロヘキサジエン-1-カルボン酸シンターゼ
- EC.4.2.99.21 イソコリスミ酸リアーゼ
- EC.4.2.99.22 チューリッポシドA-変換酵素

### EC.4.3.-(炭素-窒素リアーゼ)

#### EC.4.3.1.-(アンモニアリアーゼ)
- EC.4.3.1.1 アスパラギン酸アンモニアリアーゼ
- EC.4.3.1.2 メチルアスパラギン酸アンモニアリアーゼ
- EC.4.3.1.3 ヒスチジンアンモニアリアーゼ
- EC.4.3.1.4 ホルムイミドイルテトラヒドロギ酸フェラーゼシクロデアミナーゼ
- EC.4.3.1.5 欠番 → 4.3.1.23、4.3.1.24および4.3.1.25へ移動
- EC.4.3.1.6 β-アラニルCoAアンモニアリアーゼ
- EC.4.3.1.7 エタノールアミンアンモニアリアーゼ
- EC.4.3.1.8 欠番 → EC.2.5.1.61
- EC.4.3.1.9 グルコサミン酸アンモニアリアーゼ
- EC.4.3.1.10 セリン硫酸アンモニアリアーゼ
- EC.4.3.1.11 欠番 削除
- EC.4.3.1.12 オルニチンシクロデアミナーゼ
- EC.4.3.1.13 カルバモイルセリンアンモニアリアーゼ
- EC.4.3.1.14 3-アミノブチリルCoAアンモニアリアーゼ
- EC.4.3.1.15 ジアミノプロピオン酸アンモニアリアーゼ
- EC.4.3.1.16 トレオ-3-ヒドロキシ-L-アスパラギン酸アンモニアリアーゼ
- EC.4.3.1.17 L-セリンアンモニアリアーゼ
- EC.4.3.1.18 D-セリンアンモニアリアーゼ
- EC.4.3.1.19 トレオニンアンモニアリアーゼ
- EC.4.3.1.20 エリトロ-3-ヒドロキシ-L-アスパラギン酸アンモニアリアーゼ
- EC.4.3.1.21 欠番 → EC.4.3.1.9と統合
- EC.4.3.1.22 3,4-ジヒドロキシフェニルアラニン還元的デアミナーゼ
- EC.4.3.1.23 チロシンアンモニア-リアーゼ
- EC.4.3.1.24 フェニルアラニンアンモニアリアーゼ
- EC.4.3.1.25 フェニルアラニン/チロシンアンモニアリアーゼ
- EC.4.3.1.26 → EC.1.21.3.9へ移動
- EC.4.3.1.27 トレオ-3-ヒドロキシ-D-アスパラギン酸アンモニアリアーゼ
- EC.4.3.1.28 L-リシンシクロデアミナーゼ

#### EC.4.3.2.-(アミジンリアーゼ)
- EC.4.3.2.1 アルギニノコハク酸リアーゼ
- EC.4.3.2.2 アデニルコハク酸リアーゼ
- EC.4.3.2.3 ウレイドグリコール酸リアーゼ
- EC.4.3.2.4 プリンイミダゾール環シクラーゼ
- EC.4.3.2.5 ペプチジルアミドグリコール酸リアーゼ
- EC.4.3.2.6 γ-L-グルタミル-ブチロシンB γ-グルタミルシクロトランスふぇらーゼ

#### EC.4.3.3.-(アミンリアーゼ)
- EC.4.3.3.1 3-ケトバリドキシルアミン C-N-リアーゼ
- EC.4.3.3.2 ストリクトシジンシンターゼ
- EC.4.3.3.3 デアセチルイソイペコシドシンターゼ
- EC.4.3.3.4 デアセチルイペコシドシンターゼ
- EC.4.3.3.5 4'-デメチルレベッカマイシンシンターゼ
- EC.4.3.3.6 ピリドキサール 5'-リン酸シンターゼ (グルタミン加水分解)
- EC.4.3.3.7 4-ヒドロキシ-テトラヒドロジピコリン酸シンターゼ

#### EC.4.3.99.-(他の炭素-窒素リアーゼ)
- EC.4.3.99.1 欠番 → EC.4.2.1.104
- EC.4.3.99.2 カルボキシビオチンデカルボキシラーゼ
- EC.4.3.99.3 7-カルボキシ-7-デアザグアニンシンターゼ
- EC.4.3.99.4 コリントリメチルアミンリアーゼ

### EC.4.4.-(炭素-硫黄リアーゼ)
- EC.4.4.1.1 シスタチオニンγリアーゼ
- EC.4.4.1.2 ホモシステインデスルフヒドラーゼ
- EC.4.4.1.3 ジメチルプロピオテチンデチオメチラーゼ
- EC.4.4.1.4 アリインリアーゼ
- EC.4.4.1.5 ラクトイルグルタチオンリアーゼ
- EC.4.4.1.6 S-アルキルシステインリアーゼ
- EC.4.4.1.7 欠番 → EC.2.5.1.18へ統合
- EC.4.4.1.8 シスタチオニンβリアーゼ
- EC.4.4.1.9 L-3-シアノアラニンシンターゼ
- EC.4.4.1.10 システインリアーゼ
- EC.4.4.1.11 メチオニンγリアーゼ
- EC.4.4.1.12 欠番 削除
- EC.4.4.1.13 システイン-S-共役βリアーゼ
- EC.4.4.1.14 1-アミノシクロプロパン-1-カルボン酸シンターゼ
- EC.4.4.1.15 D-システインデスルフヒドラーゼ
- EC.4.4.1.16 セレノシステインリアーゼ
- EC.4.4.1.17 ホロシトクロムCシンターゼ
- EC.4.4.1.18 欠番 → EC 1.8.3.5
- EC.4.4.1.19 ホスホスルホ乳酸シンターゼ
- EC.4.4.1.20 ロイコトリエン-C4シンターゼ
- EC.4.4.1.21 S-リボシルホモシステインリアーゼ
- EC.4.4.1.22 S-(ヒドロキシメチル)グルタチオンシンターゼ
- EC.4.4.1.23 2-ヒドロキシプロピル-CoMリアーゼ
- EC.4.4.1.24 (2R)スルホ乳酸スルホリアーゼ
- EC.4.4.1.25 L-システイン酸スルホリアーゼ
- EC.4.4.1.26 オリベトール酸シクラーゼ

### EC.4.5.-(炭素-ハロゲン化物リアーゼ)
- EC.4.5.1.1 DDTデヒドロクロリナーゼ
- EC.4.5.1.2 3-クロロ-D-アラニンデヒドロクロリナーゼ
- EC.4.5.1.3 ジクロロメタンデハロゲナーゼ
- EC.4.5.1.4 L-2-アミノ-4-クロロペンタ-4-エン酸デヒドロクロリナーゼ
- EC.4.5.1.5 S-カルボキシメチルシステインシンターゼ

### EC.4.6.-(リン-酸素リアーゼ)
- EC.4.6.1.1 アデニル酸シクラーゼ
- EC.4.6.1.2 グアニル酸シクラーゼ
- EC.4.6.1.3 欠番 → EC.4.2.3.4
- EC.4.6.1.4 欠番 → EC.4.2.3.5
- EC.4.6.1.5 欠番 → EC.4.2.3.7
- EC.4.6.1.6 シチジル酸シクラーゼ
- EC.4.6.1.7 欠番 → EC.4.2.3.8
- EC.4.6.1.8 欠番 → EC.4.2.3.10
- EC.4.6.1.9 欠番 → EC.4.2.3.11
- EC.4.6.1.10 欠番 → EC.4.2.3.12
- EC.4.6.1.11 欠番 → EC.4.2.3.13
- EC.4.6.1.12 2-C-メチル-D-エリトリトール 2,4-シクロ二リン酸シンターゼ
- EC.4.6.1.13 ホスファチジルイノシトールジアシルグリセロールリアーゼ
- EC.4.6.1.14 グリコシルホスファチジルイノシトールジアシルグリセロールリアーゼ
- EC.4.6.1.15 FAD-AMPリアーゼ (環化)

### EC.4.7.-(炭素-リンリアーゼ)
- EC.4.7.1.1 α-D-リボース 1-メチルリン酸 5-リン酸 C-P-リアーゼ

### EC.4.99.-(その他のリアーゼ)
- EC.4.99.1.1 フェロキラターゼ
- EC.4.99.1.2 アルキル水銀リアーゼ
- EC.4.99.1.3 シロヒドロクロリンコバルトキラターゼ
- EC.4.99.1.4 シロヒドロクロリンフェロキラターゼ
- EC.4.99.1.5 脂肪鎖アルドキシムデヒドラターゼ
- EC.4.99.1.6 インドールアセトアルドキシムデヒドラターゼ
- EC.4.99.1.7 フェニルアセトアルドキシムデヒドラターゼ
- EC.4.99.1.8 ヘムリアーゼ